# 筑波大学工学システム学類
筑波大学工学システム学類（つくばだいがくこうがくしすてむがくるい、英称：College of Engineering Systems）は、国立大学法人筑波大学大学で大学理工教育を行う理工学群に属する学類のひとつで、人々の生活に役立つシステムを作り運用していくための工学、を教授している。学際的・横断的なカリキュラムを特徴としている。大学院教育には筑波大学大学院システム情報工学研究群（英称：Graduate School of Systems and Information Engineering）があり、大学院同研究科には5つの専攻課程が設置されている。そのうち工学システム学類担当教員はそれぞれの研究分野により、知能機能システム専攻、構造エネルギー工学専攻、リスク工学専攻の専攻課程のいずれかに所属している。他は社会工学専攻とコンピュータサイエンス専攻が設けられている。
工学システム学類は知的工学システム、機能工学システム、環境開発工学、エネルギー工学の各主専攻が設置されている。
知的工学システム主専攻では情報工学系システム学を学ぶカリキュラムになっている。人間に優しく高度に知的なシステム構築のための情報処理、コミュニケーションとマルチメディア、バーチャルリアリティ、通信システム、システムデザイン、人工知能など、数理工学から通信工学、画像・音響工学までの分野が該当する。
機能工学システム主専攻では機械工学・電子電気工学・コンピュータ工学等の技術が組み合わさった、複合的な工学のシステムで情報技術を中心にしつつ、ハードウェア工学やその制御技術工学、さらに、人間とのインタラクティブを視野に入れ高度に機能化されたシステムのあり方を学ぶ計測工学、そしてロボット工学・人間工学などの制御システム工学系なのがこの主専攻の特徴となっている。
環境開発工学主専攻では、従来の建築環境学・防災工学・土木工学・環境工学から、環境系の機械工学・原子力工学・システム工学、そして航空宇宙工学などを融合した内容のカリキュラムになっている。
エネルギー工学主専攻では、資源エネルギー学としての従来の機械工学・航空宇宙工学・原子力工学から、電気工学、化学工学、そして制御工学・システム工学などを融合したカリキュラムになっている。
工学システム学類はJABEE（日本技術者教育認定機構）から「工学（融合複合・新領域）及び関連のエンジニアリング分野」でJABEE認定を受けている。このため工学システム学類の入学者は全員JABEE認定プログラムの履修生ということになり、卒業生は全員履修修了者となる。
工学システム学類は1977年発足の第三学群に、基礎工学類と情報工学類の一部専攻を分岐する手法で1991年に開設され、知的工学システム専攻と、機能工学システム専攻を設置した。1998年には基礎工学類と同学類が改組され、現在の4主専攻となる。2007年には第三学群は理工学群に改組され、そのまま以来同学群に移行し所属する。